# Eleições legislativas portuguesas de 2024 na Madeira
| Eleições legislativas portuguesas de 2024 Distritos: Aveiro \| Beja \| Braga \| Bragança \| Castelo Branco \| Coimbra \| Évora \| Faro \| Guarda \| Leiria \| Lisboa \| Portalegre \| Porto \| Santarém \| Setúbal \| Viana do Castelo \| Vila Real \| Viseu \| Açores \| Madeira \| Estrangeiro |

## Resultados por concelho
Os resultados nos concelhos do Região Autónoma da Madeira foram os seguintes:

### Calheta
| Partido                 | Partido                           | Votos  | %               | +/-   |
| ----------------------- | --------------------------------- | ------ | --------------- | ----- |
|                         | Madeira Primeiro (PPD/PSD-CDS-PP) | 3 675  | 54,97 / 100,00  | 4,79  |
|                         | CHEGA                             | 1 048  | 15,67 / 100,00  | 10,06 |
|                         | Partido Socialista                | 783    | 11,71 / 100,00  | 8,60  |
|                         | Juntos pelo Povo                  | 359    | 5,37 / 100,00   | 3,24  |
|                         | Iniciativa Liberal                | 158    | 2,36 / 100,00   | 0,32  |
|                         | Bloco de Esquerda                 | 123    | 1,84 / 100,00   | 0,40  |
|                         | Pessoas–Animais–Natureza          | 96     | 1,44 / 100,00   | 0,37  |
|                         | Alternativa Democrática Nacional  | 90     | 1,35 / 100,00   | 0,96  |
|                         | Outros (com menos de 1,00%)       | 212    | 3,16 / 100,00   |       |
| Votos Inválidos         | Votos Inválidos                   | 142    | 2,12 / 100,00   | 0,44  |
| Total                   | Total                             | 6 686  | 100,00 / 100,00 |       |
| Eleitorado/Participação | Eleitorado/Participação           | 12 309 | 54,32 / 100,00  | 6,30  |

| Freguesia           | %     | %     | %     | %    | %    | %    | %    | %    | Votantes | Taxa de Participação |
| Freguesia           | MP    | CH    | PS    | JPP  | IL   | BE   | PAN  | ADN  | Votantes | Taxa de Participação |
| ------------------- | ----- | ----- | ----- | ---- | ---- | ---- | ---- | ---- | -------- | -------------------- |
| Freguesia           |       |       |       |      |      |      |      |      | Votantes | Taxa de Participação |
| Arco da Calheta     | 57,39 | 16,15 | 9,42  | 4,84 | 2,31 | 1,89 | 1,74 | 1,37 | 1 901    | 60,18                |
| Calheta             | 52,22 | 14,27 | 12,87 | 6,31 | 2,74 | 2,07 | 1,60 | 1,50 | 1 934    | 55,19                |
| Estreito da Calheta | 54,38 | 18,67 | 10,04 | 5,95 | 2,22 | 1,52 | 1,40 | 1,17 | 857      | 51,29                |
| Fajã da Ovelha      | 56,42 | 15,27 | 12,63 | 6,92 | 1,83 | 1,83 | 0,61 | 1,02 | 491      | 49,50                |
| Jardim do Mar       | 30,94 | 17,99 | 27,34 | 3,60 | 5,04 | 2,16 | 0    | 0,72 | 139      | 61,50                |
| Paul do Mar         | 56,23 | 15,65 | 12,17 | 2,03 | 2,03 | 3,77 | 1,45 | 2,61 | 345      | 37,18                |
| Ponta do Pargo      | 55,28 | 14,96 | 12,50 | 6,51 | 1,41 | 1,06 | 1,06 | 1,23 | 568      | 56,02                |
| Prazeres            | 62,08 | 14,63 | 12,42 | 2,44 | 2,44 | 0,67 | 1,33 | 0,67 | 451      | 55,34                |
| Calheta             | 54,97 | 15,67 | 11,71 | 5,37 | 2,36 | 1,84 | 1,44 | 1,35 | 6 686    | 54,32                |

### Câmara de Lobos
| Partido                 | Partido                                  | Votos  | %               | +/-   |
| ----------------------- | ---------------------------------------- | ------ | --------------- | ----- |
|                         | Madeira Primeiro (PPD/PSD-CDS-PP)        | 7 393  | 40,59 / 100,00  | 5,75  |
|                         | CHEGA                                    | 3 838  | 21,07 / 100,00  | 14,02 |
|                         | Partido Socialista                       | 2 705  | 14,85 / 100,00  | 12,12 |
|                         | Juntos pelo Povo                         | 1 162  | 6,38 / 100,00   | 3,31  |
|                         | Iniciativa Liberal                       | 552    | 3,03 / 100,00   | 0,67  |
|                         | Bloco de Esquerda                        | 494    | 2,71 / 100,00   | 0,32  |
|                         | Pessoas–Animais–Natureza                 | 383    | 2,10 / 100,00   | 0,41  |
|                         | Coligação Democrática Unitária (PCP-PEV) | 282    | 1,55 / 100,00   | 0,71  |
|                         | Alternativa Democrática Nacional         | 251    | 1,38 / 100,00   | 0,89  |
|                         | LIVRE                                    | 231    | 1,27 / 100,00   | 0,45  |
|                         | Outros (com menos de 1,00%)              | 477    | 2,61 / 100,00   |       |
| Votos Inválidos         | Votos Inválidos                          | 444    | 2,43 / 100,00   | 0,44  |
| Total                   | Total                                    | 18 212 | 100,00 / 100,00 |       |
| Eleitorado/Participação | Eleitorado/Participação                  | 32 574 | 55,91 / 100,00  | 10,55 |

| Freguesia                   | %     | %     | %     | %    | %    | %    | %    | %    | %    | %    | Votantes | Taxa de Participação |
| Freguesia                   | MP    | CH    | PS    | JPP  | IL   | BE   | PAN  | CDU  | ADN  | L    | Votantes | Taxa de Participação |
| --------------------------- | ----- | ----- | ----- | ---- | ---- | ---- | ---- | ---- | ---- | ---- | -------- | -------------------- |
| Freguesia                   |       |       |       |      |      |      |      |      |      |      | Votantes | Taxa de Participação |
| Câmara de Lobos             | 38,29 | 22,48 | 14,85 | 7,52 | 3,41 | 2,94 | 2,15 | 1,28 | 1,59 | 1,26 | 8 727    | 53,86                |
| Curral das Freiras          | 52,82 | 12,86 | 10,58 | 2,57 | 2,08 | 1,88 | 2,57 | 4,75 | 0,79 | 1,19 | 1 011    | 55,86                |
| Estreito de Câmara de Lobos | 43,06 | 21,09 | 12,91 | 5,40 | 3,12 | 2,62 | 2,12 | 1,60 | 1,37 | 1,26 | 5 615    | 58,23                |
| Jardim da Serra             | 36,38 | 18,99 | 23,92 | 5,22 | 1,66 | 2,55 | 1,60 | 1,31 | 0,71 | 1,54 | 1 685    | 56,45                |
| Quinta Grande               | 41,40 | 20,61 | 14,82 | 7,58 | 2,56 | 2,39 | 1,96 | 0,85 | 1,28 | 1,02 | 1 174    | 60,77                |
| Câmara de Lobos             | 40,59 | 21,07 | 14,85 | 6,38 | 3,03 | 2,71 | 2,10 | 1,55 | 1,38 | 1,27 | 18 212   | 55,91                |

### Funchal
| Partido                 | Partido                                  | Votos   | %               | +/-   |
| ----------------------- | ---------------------------------------- | ------- | --------------- | ----- |
|                         | Madeira Primeiro (PPD/PSD-CDS-PP)        | 21 287  | 33,61 / 100,00  | 5,93  |
|                         | Partido Socialista                       | 13 914  | 21,97 / 100,00  | 10,85 |
|                         | CHEGA                                    | 10 645  | 16,81 / 100,00  | 10,79 |
|                         | Juntos pelo Povo                         | 4 582   | 7,23 / 100,00   | 3,64  |
|                         | Iniciativa Liberal                       | 3 121   | 4,93 / 100,00   | 0,56  |
|                         | Bloco de Esquerda                        | 2 208   | 3,49 / 100,00   | 0,26  |
|                         | Pessoas–Animais–Natureza                 | 1 565   | 2,47 / 100,00   | 0,54  |
|                         | Coligação Democrática Unitária (PCP-PEV) | 1 407   | 2,22 / 100,00   | 0,45  |
|                         | Alternativa Democrática Nacional         | 1 081   | 1,71 / 100,00   | 1,29  |
|                         | LIVRE                                    | 919     | 1,45 / 100,00   | 0,63  |
|                         | Outros (com menos de 1,00%)              | 1 162   | 1,83 / 100,00   |       |
| Votos Inválidos         | Votos Inválidos                          | 1 441   | 2,28 / 100,00   | 0,01  |
| Total                   | Total                                    | 63 332  | 100,00 / 100,00 |       |
| Eleitorado/Participação | Eleitorado/Participação                  | 104 930 | 60,36 / 100,00  | 9,52  |

| Freguesia                  | %     | %     | %     | %    | %    | %    | %    | %    | %    | %    | Votantes | Taxa de Participação |
| Freguesia                  | MP    | PS    | CH    | JPP  | IL   | BE   | PAN  | CDU  | ADN  | L    | Votantes | Taxa de Participação |
| -------------------------- | ----- | ----- | ----- | ---- | ---- | ---- | ---- | ---- | ---- | ---- | -------- | -------------------- |
| Freguesia                  |       |       |       |      |      |      |      |      |      |      | Votantes | Taxa de Participação |
| Imaculado Coração de Maria | 33,53 | 22,39 | 15,97 | 7,76 | 5,18 | 2,93 | 2,84 | 2,04 | 1,60 | 1,87 | 3 376    | 59,32                |
| Monte                      | 33,45 | 22,94 | 16,87 | 6,57 | 4,33 | 3,39 | 2,62 | 2,56 | 1,74 | 1,09 | 3 396    | 60,00                |
| Santa Luzia                | 36,06 | 21,83 | 13,93 | 6,71 | 6,15 | 3,42 | 2,67 | 2,11 | 1,54 | 2,20 | 3 367    | 60,21                |
| Santa Maria Maior          | 32,74 | 25,00 | 15,10 | 8,33 | 4,48 | 3,68 | 2,04 | 1,85 | 1,57 | 1,64 | 7 252    | 60,73                |
| Santo António              | 31,22 | 21,07 | 19,35 | 7,03 | 4,15 | 3,65 | 2,74 | 3,05 | 1,76 | 1,34 | 15 268   | 61,14                |
| São Gonçalo                | 34,40 | 22,06 | 16,63 | 8,27 | 4,06 | 3,24 | 2,57 | 1,78 | 1,26 | 0,99 | 3 422    | 59,56                |
| São Martinho               | 35,18 | 20,65 | 16,94 | 7,25 | 5,70 | 3,54 | 2,31 | 1,68 | 1,78 | 1,39 | 16 094   | 60,66                |
| São Pedro                  | 33,91 | 23,41 | 14,20 | 6,70 | 5,88 | 3,45 | 2,28 | 2,04 | 1,97 | 1,62 | 4 255    | 59,68                |
| São Roque                  | 32,18 | 22,89 | 17,08 | 7,16 | 4,21 | 3,44 | 2,68 | 2,64 | 1,70 | 1,31 | 5 181    | 62,30                |
| Sé                         | 41,60 | 20,51 | 13,31 | 5,11 | 6,39 | 2,85 | 1,63 | 1,45 | 1,92 | 1,57 | 1 721    | 51,31                |
| Funchal                    | 33,61 | 21,97 | 16,81 | 7,23 | 4,93 | 3,49 | 2,47 | 2,22 | 1,71 | 1,45 | 63 332   | 60,36                |

### Machico
| Partido                 | Partido                           | Votos  | %               | +/-   |
| ----------------------- | --------------------------------- | ------ | --------------- | ----- |
|                         | Partido Socialista                | 3 660  | 31,91 / 100,00  | 17,55 |
|                         | Madeira Primeiro (PPD/PSD-CDS-PP) | 3 369  | 29,37 / 100,00  | 0,28  |
|                         | CHEGA                             | 1 899  | 16,56 / 100,00  | 11,61 |
|                         | Juntos pelo Povo                  | 977    | 8,52 / 100,00   | 3,77  |
|                         | Iniciativa Liberal                | 362    | 3,16 / 100,00   | 0,82  |
|                         | Bloco de Esquerda                 | 266    | 2,32 / 100,00   | 0,52  |
|                         | Pessoas–Animais–Natureza          | 160    | 1,40 / 100,00   | 0,27  |
|                         | Alternativa Democrática Nacional  | 146    | 1,27 / 100,00   | 1,00  |
|                         | Outros (com menos de 1,00%)       | 422    | 3,67 / 100,00   |       |
| Votos Inválidos         | Votos Inválidos                   | 208    | 1,81 / 100,00   | 0,15  |
| Total                   | Total                             | 11 469 | 100,00 / 100,00 |       |
| Eleitorado/Participação | Eleitorado/Participação           | 19 809 | 57,90 / 100,00  | 8,96  |

| Freguesia              | %     | %     | %     | %     | %    | %    | %    | %    | Votantes | Taxa de Participação |
| Freguesia              | PS    | MP    | CH    | JPP   | IL   | BE   | PAN  | ADN  | Votantes | Taxa de Participação |
| ---------------------- | ----- | ----- | ----- | ----- | ---- | ---- | ---- | ---- | -------- | -------------------- |
| Freguesia              |       |       |       |       |      |      |      |      | Votantes | Taxa de Participação |
| Água de Pena           | 28,27 | 29,06 | 19,07 | 8,28  | 3,16 | 2,30 | 1,71 | 1,51 | 1 521    | 58,93                |
| Caniçal                | 35,79 | 29,45 | 21,04 | 4,08  | 2,85 | 1,47 | 1,23 | 0,44 | 2 034    | 56,99                |
| Machico                | 33,79 | 27,89 | 15,47 | 8,70  | 3,34 | 2,63 | 1,36 | 1,43 | 5 863    | 56,72                |
| Porto da Cruz          | 29,27 | 33,38 | 13,15 | 9,66  | 3,19 | 2,75 | 1,19 | 1,56 | 1 346    | 62,14                |
| Santo António da Serra | 18,01 | 34,75 | 13,76 | 18,16 | 2,41 | 1,42 | 1,84 | 1,28 | 705      | 60,93                |
| Machico                | 31,91 | 29,37 | 16,56 | 8,52  | 3,16 | 2,32 | 1,40 | 1,27 | 11 469   | 57,90                |

### Ponta do Sol
| Partido                 | Partido                           | Votos | %               | +/-     |
| ----------------------- | --------------------------------- | ----- | --------------- | ------- |
|                         | Madeira Primeiro (PPD/PSD-CDS-PP) | 2 448 | 46,84 / 100,00  | 0,21    |
|                         | Partido Socialista                | 984   | 18,83 / 100,00  | 15,42   |
|                         | CHEGA                             | 825   | 15,79 / 100,00  | 10,73   |
|                         | Juntos pelo Povo                  | 304   | 5,82 / 100,00   | 3,05    |
|                         | Iniciativa Liberal                | 140   | 2,68 / 100,00   | Estável |
|                         | Bloco de Esquerda                 | 83    | 1,59 / 100,00   | 0,06    |
|                         | Alternativa Democrática Nacional  | 74    | 1,42 / 100,00   | 0,89    |
|                         | Pessoas–Animais–Natureza          | 70    | 1,34 / 100,00   | 0,52    |
|                         | LIVRE                             | 65    | 1,24 / 100,00   | 0,60    |
|                         | Outros (com menos de 1,00%)       | 97    | 1,85 / 100,00   |         |
| Votos Inválidos         | Votos Inválidos                   | 136   | 2,60 / 100,00   | 0,26    |
| Total                   | Total                             | 5 226 | 100,00 / 100,00 |         |
| Eleitorado/Participação | Eleitorado/Participação           | 9 801 | 53,32 / 100,00  | 9,03    |

| Freguesia       | %     | %     | %     | %    | %    | %    | %    | %    | %    | Votantes | Taxa de Participação |
| Freguesia       | MP    | PS    | CH    | JPP  | IL   | BE   | ADN  | PAN  | L    | Votantes | Taxa de Participação |
| --------------- | ----- | ----- | ----- | ---- | ---- | ---- | ---- | ---- | ---- | -------- | -------------------- |
| Freguesia       |       |       |       |      |      |      |      |      |      | Votantes | Taxa de Participação |
| Canhas          | 51,05 | 16,94 | 15,42 | 4,56 | 2,24 | 1,43 | 1,30 | 1,21 | 1,12 | 2 237    | 51,53                |
| Madalena do Mar | 40,98 | 25,08 | 18,35 | 6,73 | 2,14 | 0,92 | 0,31 | 1,22 | 1,53 | 327      | 56,97                |
| Ponta do Sol    | 44,03 | 19,65 | 15,78 | 6,76 | 3,12 | 1,80 | 1,65 | 1,47 | 1,31 | 2 662    | 54,48                |
| Ponta do Sol    | 46,84 | 18,83 | 15,79 | 5,82 | 2,68 | 1,59 | 1,42 | 1,34 | 1,24 | 5 226    | 53,32                |

### Porto Moniz
| Partido                 | Partido                           | Votos | %               | +/-     |
| ----------------------- | --------------------------------- | ----- | --------------- | ------- |
|                         | Madeira Primeiro (PPD/PSD-CDS-PP) | 817   | 46,39 / 100,00  | Estável |
|                         | Partido Socialista                | 495   | 28,11 / 100,00  | 10,59   |
|                         | CHEGA                             | 213   | 12,10 / 100,00  | 8,05    |
|                         | Juntos pelo Povo                  | 57    | 3,24 / 100,00   | 2,05    |
|                         | Bloco de Esquerda                 | 25    | 1,42 / 100,00   | 0,23    |
|                         | Iniciativa Liberal                | 22    | 1,25 / 100,00   | 0,36    |
|                         | LIVRE                             | 19    | 1,08 / 100,00   | 0,78    |
|                         | Outros (com menos de 1,00%)       | 66    | 3,75 / 100,00   |         |
| Votos Inválidos         | Votos Inválidos                   | 47    | 2,67 / 100,00   | 0,29    |
| Total                   | Total                             | 1 761 | 100,00 / 100,00 |         |
| Eleitorado/Participação | Eleitorado/Participação           | 3 013 | 58,45 / 100,00  | 3,21    |

| Freguesia         | %     | %     | %     | %    | %    | %    | %    | Votantes | Taxa de Participação |
| Freguesia         | MP    | PS    | CH    | JPP  | BE   | IL   | L    | Votantes | Taxa de Participação |
| ----------------- | ----- | ----- | ----- | ---- | ---- | ---- | ---- | -------- | -------------------- |
| Freguesia         |       |       |       |      |      |      |      | Votantes | Taxa de Participação |
| Achadas da Cruz   | 33,96 | 43,40 | 11,32 | 2,83 | 0    | 2,83 | 0,94 | 106      | 56,08                |
| Porto Moniz       | 44,16 | 27,60 | 13,80 | 3,22 | 1,93 | 0,92 | 1,01 | 1 087    | 60,42                |
| Ribeira da Janela | 51,97 | 25,00 | 9,87  | 1,97 | 0    | 1,97 | 1,32 | 152      | 49,51                |
| Seixal            | 53,37 | 26,68 | 8,65  | 3,85 | 0,96 | 1,44 | 1,20 | 416      | 57,94                |
| Porto Moniz       | 46,39 | 28,11 | 12,10 | 3,24 | 1,42 | 1,25 | 1,08 | 1 761    | 58,45                |

### Porto Santo
| Partido                 | Partido                           | Votos | %               | +/-   |
| ----------------------- | --------------------------------- | ----- | --------------- | ----- |
|                         | Madeira Primeiro (PPD/PSD-CDS-PP) | 1 213 | 36,79 / 100,00  | 3,54  |
|                         | Partido Socialista                | 831   | 25,20 / 100,00  | 12,16 |
|                         | CHEGA                             | 700   | 21,23 / 100,00  | 12,56 |
|                         | Bloco de Esquerda                 | 82    | 2,49 / 100,00   | 0,34  |
|                         | Iniciativa Liberal                | 75    | 2,27 / 100,00   | 0,26  |
|                         | Juntos pelo Povo                  | 72    | 2,18 / 100,00   | 0,35  |
|                         | Pessoas–Animais–Natureza          | 51    | 1,55 / 100,00   | 0,12  |
|                         | Alternativa Democrática Nacional  | 46    | 1,40 / 100,00   | 1,19  |
|                         | LIVRE                             | 42    | 1,27 / 100,00   | 0,41  |
|                         | Outros (com menos de 1,00%)       | 76    | 2,30 / 100,00   |       |
| Votos Inválidos         | Votos Inválidos                   | 109   | 3,30 / 100,00   | 0,80  |
| Total                   | Total                             | 3 297 | 100,00 / 100,00 |       |
| Eleitorado/Participação | Eleitorado/Participação           | 5 421 | 60,82 / 100,00  | 7,08  |

| Freguesia   | %     | %     | %     | %    | %    | %    | %    | %    | %    | Votantes | Taxa de Participação |
| Freguesia   | MP    | PS    | CH    | BE   | IL   | JPP  | PAN  | ADN  | L    | Votantes | Taxa de Participação |
| ----------- | ----- | ----- | ----- | ---- | ---- | ---- | ---- | ---- | ---- | -------- | -------------------- |
| Freguesia   |       |       |       |      |      |      |      |      |      | Votantes | Taxa de Participação |
| Porto Santo | 36,79 | 25,20 | 21,23 | 2,49 | 2,27 | 2,18 | 1,55 | 1,40 | 1,27 | 3 297    | 60,82                |
| Porto Santo | 36,79 | 25,20 | 21,23 | 2,49 | 2,27 | 2,18 | 1,55 | 1,40 | 1,27 | 3 297    | 60,82                |

### Ribeira Brava
| Partido                 | Partido                                  | Votos  | %               | +/-     |
| ----------------------- | ---------------------------------------- | ------ | --------------- | ------- |
|                         | Madeira Primeiro (PPD/PSD-CDS-PP)        | 3 218  | 42,02 / 100,00  | 4,13    |
|                         | CHEGA                                    | 1 556  | 20,32 / 100,00  | 11,40   |
|                         | Partido Socialista                       | 1 217  | 15,89 / 100,00  | 10,02   |
|                         | Juntos pelo Povo                         | 419    | 5,47 / 100,00   | 2,51    |
|                         | Iniciativa Liberal                       | 231    | 3,02 / 100,00   | 0,95    |
|                         | Bloco de Esquerda                        | 156    | 2,04 / 100,00   | 1,20    |
|                         | Pessoas–Animais–Natureza                 | 135    | 1,76 / 100,00   | Estável |
|                         | Alternativa Democrática Nacional         | 134    | 1,75 / 100,00   | 1,13    |
|                         | Coligação Democrática Unitária (PCP-PEV) | 93     | 1,21 / 100,00   | 0,63    |
|                         | Outros (com menos de 1,00%)              | 252    | 3,30 / 100,00   |         |
| Votos Inválidos         | Votos Inválidos                          | 248    | 3,24 / 100,00   | 0,05    |
| Total                   | Total                                    | 7 659  | 100,00 / 100,00 |         |
| Eleitorado/Participação | Eleitorado/Participação                  | 14 033 | 54,58 / 100,00  | 8,64    |

| Freguesia     | %     | %     | %     | %    | %    | %    | %    | %    | %    | Votantes | Taxa de Participação |
| Freguesia     | MP    | CH    | PS    | JPP  | IL   | BE   | PAN  | ADN  | CDU  | Votantes | Taxa de Participação |
| ------------- | ----- | ----- | ----- | ---- | ---- | ---- | ---- | ---- | ---- | -------- | -------------------- |
| Freguesia     |       |       |       |      |      |      |      |      |      | Votantes | Taxa de Participação |
| Campanário    | 44,05 | 18,94 | 15,10 | 5,36 | 2,74 | 1,64 | 2,13 | 1,79 | 1,60 | 2 629    | 56,77                |
| Ribeira Brava | 40,67 | 22,06 | 15,48 | 5,59 | 3,37 | 2,28 | 1,51 | 1,80 | 0,85 | 3 772    | 53,22                |
| Serra de Água | 42,58 | 15,99 | 20,23 | 4,40 | 2,61 | 2,12 | 1,63 | 1,47 | 1,47 | 613      | 57,83                |
| Tabua         | 41,09 | 19,84 | 17,36 | 6,20 | 2,48 | 2,17 | 1,86 | 1,55 | 1,55 | 645      | 51,39                |
| Ribeira Brava | 42,02 | 20,32 | 15,89 | 5,47 | 3,02 | 2,04 | 1,76 | 1,75 | 1,21 | 7 659    | 54,58                |

### Santa Cruz
| Partido                 | Partido                                  | Votos  | %               | +/-   |
| ----------------------- | ---------------------------------------- | ------ | --------------- | ----- |
|                         | Madeira Primeiro (PPD/PSD-CDS-PP)        | 6 496  | 25,86 / 100,00  | 2,99  |
|                         | Juntos pelo Povo                         | 5 953  | 23,70 / 100,00  | 0,67  |
|                         | CHEGA                                    | 4 413  | 17,57 / 100,00  | 11,93 |
|                         | Partido Socialista                       | 3 897  | 15,51 / 100,00  | 10,76 |
|                         | Iniciativa Liberal                       | 972    | 3,87 / 100,00   | 0,62  |
|                         | Bloco de Esquerda                        | 792    | 3,15 / 100,00   | 0,02  |
|                         | Pessoas–Animais–Natureza                 | 557    | 2,22 / 100,00   | 0,55  |
|                         | Alternativa Democrática Nacional         | 405    | 1,61 / 100,00   | 1,15  |
|                         | Coligação Democrática Unitária (PCP-PEV) | 328    | 1,31 / 100,00   | 0,34  |
|                         | LIVRE                                    | 320    | 1,27 / 100,00   | 0,54  |
|                         | Outros (com menos de 1,00%)              | 476    | 1,90 / 100,00   |       |
| Votos Inválidos         | Votos Inválidos                          | 512    | 2,04 / 100,00   | 0,30  |
| Total                   | Total                                    | 25 121 | 100,00 / 100,00 |       |
| Eleitorado/Participação | Eleitorado/Participação                  | 39 899 | 62,96 / 100,00  | 10,21 |

| Freguesia              | %     | %     | %     | %     | %    | %    | %    | %    | %    | %    | Votantes | Taxa de Participação |
| Freguesia              | MP    | JPP   | CH    | PS    | IL   | BE   | PAN  | ADN  | CDU  | L    | Votantes | Taxa de Participação |
| ---------------------- | ----- | ----- | ----- | ----- | ---- | ---- | ---- | ---- | ---- | ---- | -------- | -------------------- |
| Freguesia              |       |       |       |       |      |      |      |      |      |      | Votantes | Taxa de Participação |
| Camacha                | 26,73 | 25,30 | 16,65 | 14,89 | 2,79 | 3,38 | 2,46 | 1,13 | 1,05 | 1,02 | 3 909    | 63,26                |
| Caniço                 | 27,21 | 18,86 | 18,42 | 16,29 | 4,86 | 3,44 | 2,45 | 1,85 | 1,25 | 1,53 | 14 126   | 64,69                |
| Gaula                  | 21,36 | 37,86 | 14,53 | 11,40 | 2,80 | 2,76 | 1,36 | 1,52 | 1,48 | 1,19 | 2 430    | 63,15                |
| Santa Cruz             | 23,48 | 28,39 | 17,14 | 16,70 | 2,41 | 2,46 | 1,90 | 1,34 | 1,60 | 0,85 | 4 114    | 56,94                |
| Santo António da Serra | 22,51 | 39,11 | 18,82 | 9,23  | 1,66 | 1,11 | 0,74 | 1,29 | 1,48 | 0    | 542      | 66,83                |
| Santa Cruz             | 25,86 | 23,70 | 17,57 | 15,51 | 3,87 | 3,15 | 2,22 | 1,61 | 1,31 | 1,27 | 25 121   | 62,96                |

### Santana
| Partido                 | Partido                                  | Votos | %               | +/-   |
| ----------------------- | ---------------------------------------- | ----- | --------------- | ----- |
|                         | Madeira Primeiro (PPD/PSD-CDS-PP)        | 1 792 | 43,91 / 100,00  | 3,26  |
|                         | Partido Socialista                       | 720   | 17,64 / 100,00  | 12,46 |
|                         | CHEGA                                    | 611   | 14,97 / 100,00  | 10,00 |
|                         | Juntos pelo Povo                         | 308   | 7,55 / 100,00   | 3,11  |
|                         | Bloco de Esquerda                        | 114   | 2,79 / 100,00   | 0,08  |
|                         | Iniciativa Liberal                       | 108   | 2,65 / 100,00   | 0,77  |
|                         | Pessoas–Animais–Natureza                 | 59    | 1,45 / 100,00   | 0,26  |
|                         | Alternativa Democrática Nacional         | 53    | 1,30 / 100,00   | 0,94  |
|                         | Coligação Democrática Unitária (PCP-PEV) | 48    | 1,18 / 100,00   | 0,23  |
|                         | LIVRE                                    | 47    | 1,15 / 100,00   | 0,27  |
|                         | Outros (com menos de 1,00%)              | 119   | 2,93 / 100,00   |       |
| Votos Inválidos         | Votos Inválidos                          | 102   | 2,50 / 100,00   | 0,31  |
| Total                   | Total                                    | 4 081 | 100,00 / 100,00 |       |
| Eleitorado/Participação | Eleitorado/Participação                  | 6 886 | 59,27 / 100,00  | 9,82  |

| Freguesia          | %     | %     | %     | %    | %    | %    | %    | %    | %    | %    | Votantes | Taxa de Participação |
| Freguesia          | MP    | PS    | CH    | JPP  | BE   | IL   | PAN  | ADN  | CDU  | L    | Votantes | Taxa de Participação |
| ------------------ | ----- | ----- | ----- | ---- | ---- | ---- | ---- | ---- | ---- | ---- | -------- | -------------------- |
| Freguesia          |       |       |       |      |      |      |      |      |      |      | Votantes | Taxa de Participação |
| Arco de São Jorge  | 43,11 | 23,11 | 15,11 | 8,89 | 0,44 | 1,33 | 2,67 | 0,44 | 0,89 | 0    | 225      | 60,81                |
| Faial              | 44,98 | 15,32 | 16,42 | 6,99 | 2,57 | 2,57 | 1,35 | 0,98 | 1,35 | 1,35 | 816      | 54,99                |
| Ilha               | 59,20 | 16,00 | 8,00  | 4,80 | 0    | 3,20 | 0,80 | 1,60 | 0    | 0,80 | 125      | 58,96                |
| Santana            | 39,69 | 17,09 | 16,05 | 9,33 | 3,30 | 3,19 | 1,45 | 1,39 | 1,45 | 1,22 | 1 726    | 59,33                |
| São Jorge          | 47,23 | 18,87 | 13,81 | 4,93 | 2,96 | 2,47 | 1,60 | 1,48 | 0,86 | 0,99 | 811      | 60,84                |
| São Roque do Faial | 49,21 | 19,84 | 11,64 | 6,35 | 2,91 | 1,32 | 0,79 | 1,59 | 0,79 | 1,59 | 378      | 65,40                |
| Santana            | 43,91 | 17,64 | 14,97 | 7,55 | 2,79 | 2,65 | 1,45 | 1,30 | 1,18 | 1,15 | 4 081    | 59,27                |

### São Vicente
| Partido                 | Partido                           | Votos | %               | +/-   |
| ----------------------- | --------------------------------- | ----- | --------------- | ----- |
|                         | Madeira Primeiro (PPD/PSD-CDS-PP) | 1 284 | 43,69 / 100,00  | 8,10  |
|                         | CHEGA                             | 548   | 18,65 / 100,00  | 13,09 |
|                         | Partido Socialista                | 517   | 17,59 / 100,00  | 9,78  |
|                         | Juntos pelo Povo                  | 151   | 5,14 / 100,00   | 3,95  |
|                         | Iniciativa Liberal                | 86    | 2,93 / 100,00   | 0,84  |
|                         | Bloco de Esquerda                 | 61    | 2,08 / 100,00   | 0,80  |
|                         | Alternativa Democrática Nacional  | 54    | 1,84 / 100,00   | 1,32  |
|                         | Pessoas–Animais–Natureza          | 35    | 1,19 / 100,00   | 0,56  |
|                         | Outros (com menos de 1,00%)       | 113   | 3,84 / 100,00   |       |
| Votos Inválidos         | Votos Inválidos                   | 90    | 3,06 / 100,00   | 0,78  |
| Total                   | Total                             | 2 939 | 100,00 / 100,00 |       |
| Eleitorado/Participação | Eleitorado/Participação           | 5 827 | 50,44 / 100,00  | 5,56  |

| Freguesia     | %     | %     | %     | %    | %    | %    | %    | %    | Votantes | Taxa de Participação |
| Freguesia     | MP    | CH    | PS    | JPP  | IL   | BE   | ADN  | PAN  | Votantes | Taxa de Participação |
| ------------- | ----- | ----- | ----- | ---- | ---- | ---- | ---- | ---- | -------- | -------------------- |
| Freguesia     |       |       |       |      |      |      |      |      | Votantes | Taxa de Participação |
| Boa Ventura   | 51,48 | 19,55 | 12,91 | 3,14 | 1,05 | 1,40 | 1,75 | 0,52 | 573      | 46,51                |
| Ponta Delgada | 39,68 | 14,68 | 22,82 | 6,25 | 3,34 | 2,62 | 2,18 | 1,45 | 688      | 55,89                |
| São Vicente   | 42,67 | 19,96 | 17,04 | 5,36 | 3,40 | 2,09 | 1,73 | 1,31 | 1 678    | 49,88                |
| São Vicente   | 43,69 | 18,65 | 17,59 | 5,14 | 2,93 | 2,08 | 1,84 | 1,19 | 2 939    | 50,44                |

## Lista de Deputados Eleitos
A lista apresentada é conforme a aplicação do Método D'Hondt:
| N.º | Nome                              | Partido | Partido            | Partido                    | Quociente |
| --- | --------------------------------- | ------- | ------------------ | -------------------------- | --------- |
| 1   | Pedro Emanuel Abreu Coelho        |         |                    | Madeira Primeiro (PPD/PSD) | 52992     |
| 2   | Paulo Cafôfo                      |         | Partido Socialista | Partido Socialista         | 29723     |
| 3   | Paula Cristina Baptista Margarido |         |                    | Madeira Primeiro (PPD/PSD) | 26496     |
| 4   | Francisco Manuel de Freitas Gomes |         | CHEGA              | CHEGA                      | 26296     |
| 5   | Paulo Alexandre de Sousa Neves    |         |                    | Madeira Primeiro (PPD/PSD) | 17664     |
| 6   | José Miguel Mafra lglésias        |         | Partido Socialista | Partido Socialista         | 14861,5   |